# 公證人
公證人（notary public；notary；public notary）指在英美法裡依據法律所形成的公職人員，在通常涉及房地產、契約、授權書（power of attorney）以及外國與國際商業的非爭議事項上為公眾進行公證服務。公證人的主要職能是監管宣誓及確認宣誓，並作出宣誓書與法定聲明、證人以及認證某些類別文件的執行、承認契約與其他的相關文書、拒付簽注（note of protest）與匯票、提供外匯注明、或在船舶在發生損壞時提出海事聲明、提供認證文件正本與公證副本，並根據管轄權執行某些其他的官方行為。任何此類行為都稱為公證（notarization）行為。而公證人（notary public）這一術語僅指英美法公證人，應與大陸法公證人有所區別。
除路易斯安那州、波多黎各、魁北克（基於大陸法的私法）及不列顛哥倫比亞省（其公證傳統源於書記員公證慣例）外，美國的其他地區與加拿大大部分地區的公證人都有比大陸法或其他英美法公證人的權力更為有限，他們都是被允許加入律師公會的合格律師：這些公證人可以被稱為法律公證人（notaires-at-law）或律師公證人（law notaries）。因此，在英美法中，公證服務與法務明顯的不同，且禁止普通公證人（lay notary）提供法律諮詢與準備法律文書，諸如在美國大部分地區所任命的普通公證人。

## 外部連結
- The Society of Notaries of New South Wales Inc. (AUS) （页面存档备份，存于）
- The Society of Notaries of Victoria Inc. (AUS) （页面存档备份，存于）
- The Society of Notaries of Queensland Inc. (AUS) （页面存档备份，存于）
- The Notaries Society (UK) （页面存档备份，存于）
- The Society of Scrivener Notaries (UK) （页面存档备份，存于）
- The Faculty of Notaries Public in Ireland （页面存档备份，存于）
- The Society of Notaries Public of BC (Canada) （页面存档备份，存于）